# HD 114762
HD 114762 – gwiazda ciągu głównego, położona w gwiazdozbiorze Warkocz Bereniki. Jest gwiazdą potrójną.
Główna gwiazda układu to białożółta gwiazda ciągu głównego, należąca do  typu widmowego F. Ma promień 1,24 razy większy od Słońca i temperaturę ok. 5930 K. Jej masa jest równa około 0,84 masy Słońca, o niższej metaliczności.
Jej widoczna towarzyszka HD 114762 B jest słabą gwiazdą typu widmowego M6, oddaloną o około 3 sekundy kątowe.
W 1989 wykryto sygnał zmian prędkości radialnej, pochodzący od krążącego bliżej obiektu HD 114762 b. Wynikająca z niego masa minimalna obiektu pozwalała, żeby był to pierwszy znany brązowy karzeł lub nawet planeta pozasłoneczna. Późniejsze wyznaczenie nachylenia orbity wykluczyło jego planetarną naturę – jest to trzecia gwiazda układu.